# Čavanj
Čavanj (cyr. Чавањ) – wieś w Czarnogórze, w gminie Pljevlja. W 2011 roku liczyła 14 mieszkańców.